# Cotiledon

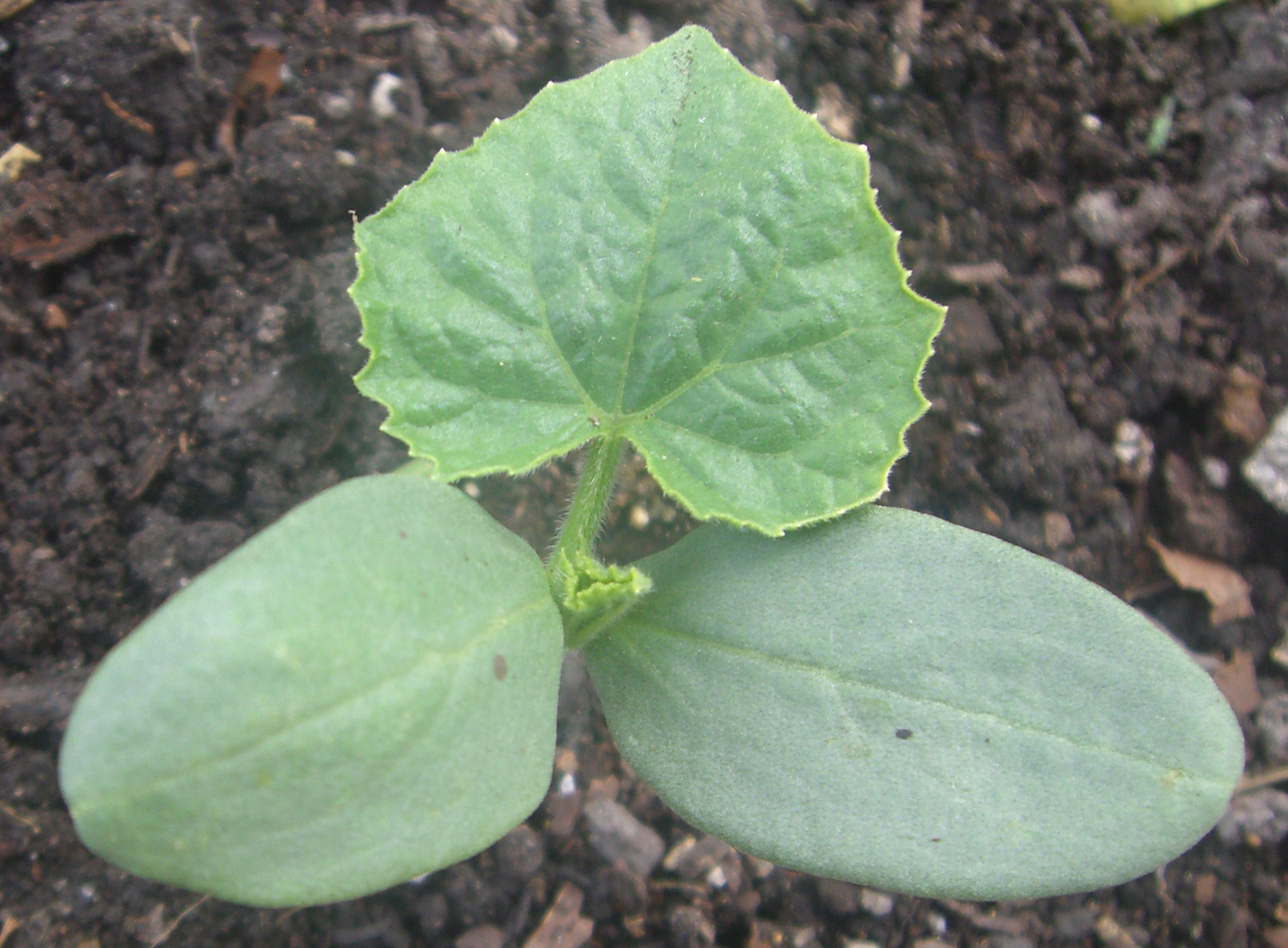
Frunze de cotiledon la castravete

Cotiledonul este un segment cu rezerve nutritive al embrionului plantelor cu semințe, care are  rolul de a hrăni planta imediat după încolțire. Denumirea provine pe filieră franceză cotylédone. 